# Nesophontes edithae
Nesophontes edithae is een uitgestorven zoogdier uit de familie van de Nesophontidae. De wetenschappelijke naam van de soort werd voor het eerst geldig gepubliceerd door Anthony in 1916.

## Voorkomen
De soort kwam voor in Puerto Rico en de Amerikaanse Maagdeneilanden.